# Пищиково (Путивльский район)
Пищиково (укр. Пищикове) — село,
Бобинский сельский совет,
Путивльский район,
Сумская область,
Украина.
Код КОАТУУ — 5923880404. Население по переписи 2001 года составляло 30 человек .

## Географическое положение
Село Пищиково находится на правом берегу реки Кубер,
ниже по течению на расстоянии в 4,5 км расположено село Стрельники,
на противоположном берегу — село Плотниково.
На расстоянии в 2,5 км расположен город Путивль.